# François Berléand
François Berléand (Parigi, 22 aprile 1952) è un attore francese.

## Biografia
È nato nel 1952 a Parigi da padre ebreo-russo, Iosif Berliand (1912-1989), e madre francese, Marie-Thérèse Mawet.
Ha recitato in numerosi film in patria, come Arrivederci ragazzi e Les choristes - I ragazzi del coro.
Nel 2000 ha vinto il Premio César per il migliore attore non protagonista per la sua interpretazione in La truffa degli onesti.
Nel 2002 ha recitato in The Transporter al fianco di Jason Statham, nel 2005 in Transporter: Extreme e infine nel 2008 in Transporter 3, per poi riprendere lo stesso ruolo nella serie televisiva Transporter: The Series, stavolta con l'attore Chris Vance come protagonista. Nel 2006 partecipa al film La commedia del potere. Nel 2020 affianca Juliette Binoche nel film La brava moglie.

## Filmografia

### Cinema
- Arrivederci ragazzi (Au revoir les enfants), regia di Louis Malle (1987)
- Capitan Conan (Capitaine Conan), regia di Bertrand Tavernier (1996)
- La truffa degli onesti (Ma petite entreprise), regia di Pierre Jolivet (1999)
- Romance, regia di Catherine Breillat (1999)
- The Transporter (Le Transporteur), regia di Louis Leterrier, Corey Yuen (2002)
- Mon idole, regia di Guillaume Canet (2002)
- L'avversario (L'Adersaire), regia di Nicole Garcia (2002)
- Les choristes - I ragazzi del coro (Les Choristes), regia di Christophe Barratier (2004)
- Cash Truck (Le Convoyeur), regia di Nicolas Boukhrief (2004)
- Finché nozze non ci separino (Le Plus Beau Jour de ma vie), regia di Julie Lipinski (2004)
- Transporter: Extreme (Transporter 2), regia di Louis Leterrier (2005)
- Non dirlo a nessuno (Ne le dis a personne) regia di Guillaume Canet (2006)
- La commedia del potere (L'ivresse du pouvoir), regia di Claude Chabrol (2006)
- L'innocenza del peccato (La fille coupée en deux), regia di Claude Chabrol (2007)
- Cash - Fate il vostro gioco (Ca$h), regia di Éric Besnard (2008)
- Transporter 3, regia di Olivier Megaton (2008)
- Il concerto (Le Concert), regia di Radu Mihăileanu (2009)
- Dead Man Talking, regia di Patrick Ridremont (2012)
- Per fortuna che ci sei (Un bonheur n'arrive jamais seul), regia di James Huth (2012)
- La brava moglie (La Bonne Épouse), regia di Martin Provost (2020)

### Televisione
- Transporter: The Series - serie TV (2012-2014)
- La Certosa di Parma, regia di Cinzia TH Torrini (2012)
- Amore (e guai) a Parigi (L'amour (presque) parfait) – miniserie TV, 6 puntate (2022)

## Doppiatori italiani
Nelle versioni in italiano delle opere in cui ha recitato, François Berléand è stato doppiato da:
- Dario Penne in Les choristes - I ragazzi del coro, L'innocenza del peccato, Transporter 3, Transporter: The Series
- Pietro Biondi in Capitan Conan, The Transporter, Transporter: Extreme, Parla più forte
- Franco Zucca in Place Vendôme, Non dirlo a nessuno
- Carlo Sabatini in Arrivederci ragazzi
- Carlo Valli in Romance
- Rino Bolognesi in Deep in the woods – In fondo al bosco
- Ennio Coltorti in L'avversario
- Raffaele Fallica in Finché nozze non ci separino
- Paolo Marchese in La commedia del potere
- Bruno Alessandro in Cash - Fate il vostro gioco
- Luca Biagini ne Il concerto
- Angelo Nicotra in Per fortuna che ci sei
- Stefano De Sando in La Certosa di Parma
- Nicola Braile in La brava moglie